# Eremopterix leucopareia
Eremopterix leucopareia е вид птица от семейство Чучулигови (Alaudidae).

## Разпространение
Видът е разпространен в Бурунди, Замбия, Демократична република Конго, Кения, Малави, Танзания и Уганда.